# Barnarbete (utställning)
Barnarbete var en vandringsutställning 1993 till 1996. Den var en samproduktion av Arbetets museum och den statliga myndigheten Riksutställningar, i samarbete med Rädda barnen och Tidningen Vi. Utställningens grund baserades på fotografen Peter Magubanes bilder av pojkar som arbetade på Sowetos kolfält utanför Johannesburg.

## Bakgrund
Barnarbete var en av flera satsningar som Riksutställningar genomförde med kopplingar till Sydafrika. Två andra exempel var Amandla och Bild/konst från södra Afrika.
Bakgrunden till Riksutställningars engagemang i Sydafrika var ett hemligt samarbete mellan Riksutställningar och den svenska biståndsmyndigheten SIDA.
Riksutställningars producent Christina Björk var engagerad i kampen mot apartheid i Sydafrika, där hon kom i kontakt med en teatergrupp i Kapstaden, som behövde pengar till verksamheten. Den svenska biståndsmyndigheten SIDA kunde inte bidra, eftersom den var svartlistad av Sydafrikas regim på grund av stödet till ANC, som bekämpade apartheidsystemet. Christina Björk och Riksutställningar blev därför ombedda av SIDA att fungera som en mellanhand mellan teatergruppen och biståndsmyndigheten och administrera de ekonomiska överföringarna från svenska staten till Sydafrika. De enda på Riksutställningar, förutom Christina Björk, som kände till vad som hände var Riksutställningars chef, ordföranden i styrelsen och en administratör på myndigheten. Den okonventionella överenskommelsen innebar att det blev möjligt för SIDA att flera år framöver stödja ett 40-tal kulturella organisationer och verksamheter i Sydafrika.

Så här berättade Riksutställningars tidningar några år senare om hur det hade gått till, i nummer 4, 1997:
/.../Under sin tid på Riksutställningar ansvarade Christina för förmedlingen av Sveriges kulturstöd (25 miljoner kronor till 38 organisationer) till Sydafrika. Det skedde i största hemlighet fram till 1992, för att skydda de sydafrikanska organisationerna.

## Tema
Syftet med Barnarbete var att skildra och skapa debatt kring fenomenet barnarbete, ett globalt problem som omfattade miljontals minderåriga

Ur inbjudan till visning av Barnarbete:
Det finns omkring 150 miljoner arbetande barn i världen, de börjar sitt yrkesliv i 7- till 8-årsåldern. I en del branscher är de ännu yngre. Barn är populära hos världens arbetsgivare – de är billig och lätthanterlig arbetskraft.
Utställningserbjudandet från Riksutställningar:
De finns överallt: i Sydostasiens fabriker, i Indiens glasbruk och stenbrott, i Colombias gruvor och tegelmakerier, på soptipparna utanför u-ländernas jättestäder, på marknader, hotell och restauranger. De arbetar mycket och tjänar lite. De är barnarbetare./.../Utställningen handlar inte enbart om arbetande barn långt borta. Den handlar också om oss i den rika världen. Hur förhåller vi oss till dem och deras verklighet.

## Produktion
Utgångspunkten för Barnarbete var den sydafrikanske fotografen Peter Magubanes fotodokumentation av pojkar som arbetade på kolfält[förklaring behövs] i Soweto utanför Johannesburg i Sydafrika. Pojkarna var 10 till 15 år gamla och arbetade med att lasta och distribuera kol. Utställningen porträtterade också barnarbetare i andra miljöer, exempelvis lumpsamlare på sopberget Smokey Mountains utanför Manila, mattvävare i Indien, tjänsteflickor och pojkar i gruvor.
Peter Magubane hade blivit känd för sitt arbete som pressfotograf och skildrare av livet i Sydafrika. Hans arbete som socialt och politiskt engagerad fotograf har ofta ogillats av de sydafrikanska myndigheterna och han har under sitt yrkesliv blivit fängslad ett flertal gånger.
Förutom Peter Magubane medverkade följande namn/signaturer i Barnarbete med bilder: Buirski, B. Beirne, T. Bölstad, D. Cameron, Chiasson, M. Dorigny, A. Eriksson, Ph. Griffiths, B. Gysemberg, J. Maillard, M. Nycander, J. Rodriguez, E. Roskis, S. Salgado, F. Savariau.

### 100 kvadratmeter slit på turné
Barnarbete var 100 kvadratmeter stor och fraktades runt i Sverige med Riksutställningars möbelbuss. Utställningen delades in i fyra delar: 
- Labyrinten, som innehöll Peter Magubanes bilder kompletterade med faktatexter.
- Den allmänna delen var sammansatt av sju fristående exempel från olika länder: Indien – mattknytning, Egypten – garveri, Columbia – gruvbrytning, Peru – gatubarn, Turkiet – service, Vietnam och Filippinerna – fabriksarbete, Smokey Mountain – sophantering.
- Centralen informerade om vad barnarbete innebar.
- Varuberget bestod av en pall med lådor, som innehöll prov på varor som barn hade tillverkat i andra länder och som såldes billigt i Sverige.

Utställningens rum och skärmar var bland annat tillverkade av tjärmålat trä, armeringsnät och korrugerad plåt och plåt av koppar, för att skapa en tydlig atmosfär. Nutidsperspektivet på barnarbete skulle balanseras med en historisk tillbakablick:
I utställningen Barnarbete kan barnen få greppa, leka med, ta på och känna tyngden av gamla redskap. Är yxan man hugger ved med tung? Är det jobbigt att dra en slipsten? Är det svårt att spinna garn i spinnrock? Barnen får kunskap om det gamla bondesamhället genom att utföra samma sysslor som deras jämnåriga gjorde för 100 år sedan.

### Barnarbetets labyrint
Labyrinten dominerades av materialen stål, plåt, trä i kombination av gummi för att föra tankarna till hur det var för barnarbetarna i Sydafrika i nutid. Besökaren fick ta del av en vardag som var fylld av hårt arbete i sotiga, dammiga och osunda miljöer i största allmänhet. Pojkarnas måltider bestod i princip uteslutande av vitt bröd, deras hem var bilvrak där de sov på madrasser som de hade fått tillverka själva av gamla kolsäckar.

I det första rummet berättades i en text om den tolvåriga pojken Nyoni, som i två år har arbetat med att bära tunga kolsäckar på Kolfältet Zola i Soweto, förstad till Johannesburg. I texten beskrivs hur arbetsdagarna börjar tidigt på morgonen, att lönen inte räcker till frukost och att han har blivit övergiven av sina föräldrar. För att lättare stå ut med slit och hopplöshet sniffar han och de andra pojkarna lim.
Nyoni har sålt en säck kol och bär in den på kundens gård. Den väger 40 kg. Han har arbetat på Zola i två års tid och burit tunga säckar varje dag./.../Klockan är bara nio på morgonen men Nyoni och hans kamrat har redan arbetat i flera timmar. Nu är kärran lastad och de ska ge sig ut och sälja kol. Någon frukost har de inte ätit. Lönen räcker inte./.../De är lite dimmiga. De har sniffat lim på morgonen. Den som sniffar och arbetar hårt kan drabbas av hjärnskador och plötslig död. Men det vet de inte. De vet bara att limmet lindrar många smärtor: hungerns, köldens och ensamhetens./.../
Med utställningen följde också fyra videokassetter, som innehöll totalt 22 kortfilmer på temat barnarbete. Ingick gjorde bland annat Mattan gjord av Magnus Bergman och Mats Öhman. Filmen handlar on de så kallade skuldslavbarnens (bounded labour) situation i Pakistan. En utställningsaffisch producerades också i A2-format, liksom en lärarhandledning med elevuppgifter.
I anslutning till utställningen Barnarbete anordnades olika program, bland annat om sexturismen bland Asiens gatubarn 29 september 1995 på Arbetets museum i Norrköping.

### Produktionsteamet
- Producent: Anne-Louise Kemdal.
- Textförfattare: Majgull Axelsson.
- Formgivning och affisch: Gertrud Olsson och Agneta Wolfbrandt.
- Snickeri- och måleriarbete: Gunilla Boestad, Conny Bohman, Stefan Fredriksson, Allan Nilsson, Randi Sollie.
- AV-teknik: Sten Notsjö.
- Fotoarbete: Olof Wallgren.
- Elinstallationer: Roland Andersson.
- Plåtarbeten: Thomas Carlsson.
- Projektledare: Henri-Paul Amat.
- Turnéansvarig: Birgitta Nåsby.
- Informationsansvarig: Berit Nygård.[4]
- Innehållsansvarig: fotograf Peter Magubane.
- Samarbetspartners: Arbetets museum, Rädda barnen, Tidningen Vi.[3]

## Turné
Vandringsutställningen Barnarbete startade i samband med fotomässan i Göteborg 21 oktober 1993. Sedan följde en turné som besökte totalt tio orter i Sverige fram till 1996.

Året därpå transporterades Barnarbete till Sydafrika för att överlåtas för permanent visning på The Workers’ Library and Museum i Johannesburg. Initiativet kom från Birgitta Nåsby, turnéansvarig för utställningen. Så här berättar hon i en rapport om bakgrunden till arrangemanget:
Jag kontaktade Christina Björk, Kulturhuset/SIDA, för att undersöka vilka möjligheterna var att visa utställningen i Sydafrika och om Kulturhuset/SIDA kunde bidra ekonomiskt till transporten. Christina som skulle åka till Sydafrika kort därefter (hösten 1996), tog med sig information och diabilder om utställningen, för att undersöka om några museer var intresserade./.../Efter diskussioner mellan de olika museerna i Sydafrika, Kulturhuset och Riksutställningar, beslutades den 13 juni 1997 att det bästa vore att Riksutställningar skänkte utställningen till The Worker's Library and Museum, utan krav på den ursprungliga tanken på turné./.../

### 1993
- Göteborg, Fotomässan i Göteborg 14/10-26/10

### 1994
- Stockholm, Kulturhuset i Stockholm 12/11-12/1
- Sundsvall, Sundsvalls museum 29/1-27/2
- Stockholm, Rädda barnen 7/3-27/3
- Örebro, LO-distriktet i Örebro 8/4-8/5
- Bromma, Latinamerikainstitutet 29/6-9/7
- Malmö, Malmö museer 26/9-23/10

### 1994-1996
- Norrköping, Arbetets museum 14/12-14/1

### 1996
- Kristianstad, Kristianstad länsmuseum 21/1-25/2
- Lomma, Kulturkansliet 12/4-8/5
- Kristinehamn, Kristinehamns kommun 20/6-25/8[17]

## Reaktioner
Vi, nummer 42, 1993-10-21:
/.../Fotografen Peter Magubane är välkänd för Vi:s läsare. I över 30 år har han, trots mordhot, fängelsevistelser och tortyr, skildrat verklighetens Sydafrika. Hans bilder har berättat om förtryck och motstånd, om vardagens apartheid och om svarta barns utsatthet. Detta är hans berättelse om pojkarna på Zola, ett kolfält i Soweto. Hans bilder är stommen i en utställning om barnarbete från Riksutställningar i samarbete med Vi, Rädda barnen och Arbetets museum. Den öppnas nu på Fotomässan i Göteborg och går sedan vidare runt i Sverige.

## Ekonomi
Produktionskalkylen för vandringsutställningen Barnarbete, etapp 2, beräknades 1993-09-09 till 480 000 kronor. Distributionsbudgeten för perioden 1993-1994 angavs till 150 000 kronor. 1995-1996 beräknades utställningens budget till 35 000 kronor.
Hyreskostnaden för Barnarbete var 15 000 till kronor per månad. I priset ingick kataloger, försäkring, transporter och hjälp med upp- och nermontering av två personer från Riksutställningar, med hjälp av minst två personer från den lokala utställaren. Dessutom ingick 25 affischer i A2-format i priset.
Kostnaden för att överlåta utställningen till The Workers’ Library and Museum i Johannesburg angavs till 55 531 kronor för Kulturhuset i Stockholm och 20 854 kronor för Riksutställningar. I summan ingick kostnader för transport och uppbyggnad av Barnarbete i Sydamerika, montering av texter och ersättning för personalinsatser i samband med överlåtelsen.

### Brittisk facklitteratur
- Child slaves. Författare Peter Lee-Wright, publicerad av Earthscan Publications Ltd, september 1990. ISBN 1853830445, ISBN 978-1853830440.
- Child Labour in Morocco’s Carpet Industry: An Anti-Slavery Society Report. Redaktör Mark Grantham, publicerad av Anti-Slavery International, 1 december 1978. ISBN 0900918063, ISBN 978-0900918063.

### Svensk facklitteratur
- Änglavakt och barnarbete. Författare Bitte, Alling-Holmqvist, skriftserie högskolan i Örebro, 1983, 0348-7334; 29. ISBN 91-7668-035-5.
- Barnarbete och arbetarbarn. Författare Eva Lis Bjurman och Lars Olsson, redaktör/utgivare Nordiska museet, Stockholm, 1979. ISBN 91-7108-170-4.
- Våra minsta bröder: en bok om barnarbete. Författare Majgull Axelsson, 1986. ISBN 91-574-1591-9.
- Då barn var lönsamma: om arbetsdelning, barnarbete och teknologiska förändringar i några svenska industrier under 1800- och början av 1900-talet. Författare Lars Olsson, utgivare Tidens förlag Stockholm, 1980. ISBN 91-550-2492-0.
- Människor som exportvara: kontraktsarbete – atomålderns slavhandel. Författare Lennart Johnsson, utgivare Brevskolan, 1993. http://libris.kb.se/bib/7431198
- Jotham: den rättslöse lantarbetarens son och nio andra livsporträtt i Sydafrika. Författare Annika Lysén och Erik Lysén, illustratör Eric Miller och Sally Shorkend, utgivare Diakonia, 1993. ISBN 91-971324-5-4.
- Barn i stan: från sekelskifte till nittiotal. Redaktör/medarbetare Helena M. Henschen, medarbetare Eva Lis Bjurman och Stockholms stadsmuseum, utgivare Folksam, 1990. ISBN 91-550-3417-9.
- Skolbarn: en folkundervisning växer fram. Redaktör/utgivare Helena M. Henschen och Stockholms stadsmuseum, medarbetare Helena Friman, utgivare Folksam, 1985. ISBN 91-550-2901-9.
- Generationsupproret: ungdomskulturer, ungdomsrörelser och tonårsmarknad från 50-tal till 80-tal. Författare Erling Bjurström, utgivare Wahlström & Widstrand, 1980. ISBN 91-46-13483-2.
- Det här är bara början – barns rätt